# Skoki do wody na Letnich Igrzyskach Olimpijskich 1924 – skoki standardowe z wieży kobiet
Skoki standardowe z wieży kobiet były jedną z konkurencji w skokach do wody na Letnich Igrzyskach Olimpijskich 1924. Zawody odbyły się w dniach 19-20 lipca. W zawodach uczestniczyło 11 zawodniczek z 6 państw.

## Wyniki

### Runda 1
Trzy zawodniczki z najmniejszą liczbą punktów z każdej grupy awansowały do finału.
Grupa 1
| Miejsce | Zawodniczka        | Punkty | Wynik |
| ------- | ------------------ | ------ | ----- |
| 1       | Betty Becker       | 11     | 161   |
| 2       | Hjördis Töpel      | 11,5   | 159   |
| 3       | Helen Meany        | 16,5   | 152   |
| 4       | Verrall Newman     | 18     | 154   |
| 5       | Ewa Olliwier       | 20,5   | 148   |
| 6       | Beatrice Armstrong | 27,5   | 141   |

Grupa 2
| Miejsce | Zawodniczka      | Punkty | Wynik |
| ------- | ---------------- | ------ | ----- |
| 1       | Caroline Smith   | 5,5    | 160   |
| 2       | Isabelle White   | 9,5    | 150   |
| 3       | Edith Nielsen    | 18,5   | 128   |
| 4       | Margarete Adler  | 19,5   | 125   |
| 5       | Sophie Hennebert | 22     | 118   |

### Finał
| Miejsce | Zawodniczka    | Punkty | Wynik |
| ------- | -------------- | ------ | ----- |
| 1       | Caroline Smith | 10,5   | 166   |
| 2       | Betty Becker   | 11     | 167   |
| 3       | Hjördis Töpel  | 15,5   | 164   |
| 4       | Edith Nielsen  | 17,5   | 157   |
| 5       | Helen Meany    | 22     | 148   |
| 6       | Isabelle White | 28,5   | 140   |